# Kcynia (gemeente)
De gemeente Kcynia is een stad- en landgemeente in het Poolse woiwodschap Koejavië-Pommeren, in powiat Nakielski.
De zetel van de gemeente is in Kcynia.
Op 30 juni 2004 telde de gemeente 13 796 inwoners.

## Oppervlakte gegevens
In 2002 bedroeg de totale oppervlakte van gemeente Kcynia 297,02 km², waarvan:
- agrarisch gebied: 71%
- bossen: 20%

De gemeente beslaat 26,51% van de totale oppervlakte van de powiat.

## Demografie
Stand op 30 juni 2004:
| Omschrijving                   | Totaal | Totaal | Vrouwen | Vrouwen | Mannen | Mannen |
| ------------------------------ | ------ | ------ | ------- | ------- | ------ | ------ |
| eenheid                        | aantal | %      | aantal  | %       | aantal | %      |
| inwoners                       | 13 796 | 100    | 6871    | 49,8    | 6925   | 50,2   |
| bevolkingsdichtheid (inw./km²) | 46,4   | 46,4   | 23,1    | 23,1    | 23,3   | 23,3   |

In 2002 bedroeg het gemiddelde inkomen per inwoner 1437,47 zł.

## Administratieve plaatsen (sołectwo)
Chwaliszewo, Dębogóra, Dobieszewko, Dobieszewo, Dziewierzewo, Elizewo, Głogowiniec, Górki Zagajne, Grocholin, Gromadno, Iwno, Karmelita, Kazimierzewo, Laskownica, Ludwikowo, Łankowice, Malice, Miastowice, Mieczkowo, Nowa Wieś Notecka, Palmierowo, Paulina, Piotrowo, Rozpętek, Sierniki, Sipiory, Słupowa, Słupowiec, Smogulecka Wieś, Studzienki, Suchoręcz, Szczepice, Tupadły, Turzyn, Żarczyn, Żurawia.

## Overige plaatsen
Bąk, Górki Dąbskie, Józefkowo, Karolinowo, Kowalewko, Kowalewko-Folwark, Krzepiszyn, Miaskowo, Mycielowo, Rozstrzębowo, Rzemieniewice, Stalówka, Suchoręczek, Ujazd, Weronika, Włodzimierzewo, Zabłocie

## Aangrenzende gemeenten
Gołańcz, Nakło nad Notecią, Sadki, Szubin, Wapno, Wyrzysk, Żnin